# 蓝脸吸蜜鸟
蓝脸吸蜜鸟（学名：Entomyzon cyanotis），是雀形目吸蜜鸟科蓝脸吸蜜鸟（学名：Entomyzon）的唯一一种鸟类。
蓝脸吸蜜鸟体重约105.26克，翼长约150.5毫米，嘴峰长约32.9毫米，喙宽度约5.1毫米，喙厚度约7.1毫米，跗蹠长约31.9毫米，尾长约121.6毫米。蓝脸吸蜜鸟在其分布区内为留鸟，其栖息在半开放的高大树木组成的森林中，食性为杂食性。

## 亚种
- ：分布于澳大利亚北部。
- ：分布于新几内亚南部。
- ：分布于北昆士兰州。
- ：分布于澳大利亚昆士兰州东部和中部至维多利亚州和南澳大利亚州东南部）。[4]